# Senis
Senis (sardinski: Sènis) je grad i općina (comune) u pokrajini Oristanu u regiji Sardiniji, Italija. Nalazi se na nadmorskoj visini od 256 metara i ima 440 stanovnika.
 Prostire se na 16,06 km². Gustoća naseljenosti je 27 st/km².
Susjedne općine su: Assolo, Asuni, Laconi, Nureci i Villa Sant'Antonio.